# Julie Walters
Julie Walters, született Julia Mary Walters (Smethwick, 1950. február 22. –) többszörös BAFTA- és  Golden Globe-díjas angol színésznő.

## Filmográfia

### Film
| Év   | Magyar cím                                 | Eredeti cím                                      | Szerep                         | Magyar hang        |
| ---- | ------------------------------------------ | ------------------------------------------------ | ------------------------------ | ------------------ |
| 1983 | Rita többet akar – szebb dalt énekelni     | Educating Rita                                   | Rita                           | Vándor Éva         |
| 1983 | Rita többet akar – szebb dalt énekelni     | Educating Rita                                   | Rita                           | Pregitzer Fruzsina |
| 1985 |                                            | She'll Be Wearing Pink Pyjamas                   | Fran                           |                    |
| 1985 | Álomgyermek                                | Dreamchild                                       | Dormouse (hangja)              |                    |
| 1986 |                                            | Car Trouble                                      | Jacqueline                     |                    |
| 1987 |                                            | Personal Services                                | Christina Painter              |                    |
| 1987 | Hegyezd a füled!                           | Prick Up Your Ears                               | Elsie Orton                    | Kovács Nóra        |
| 1988 | Buster                                     | Buster                                           | June                           | Menszátor Magdolna |
| 1989 |                                            | Killing Dad or How to Love Your Mother           | Judith                         |                    |
| 1989 | Koldusopera                                | Mack the Knife                                   | Mrs. Peachum                   |                    |
| 1991 | Csupa balláb                               | Stepping Out                                     | Vera                           |                    |
| 1992 | Micsoda nő ez a férfi!                     | Just Like a Woman                                | Monica                         |                    |
| 1994 | Nővérem, nővérem                           | Sister My Sister                                 | Madame Danzard                 | Szabó Éva          |
| 1996 | Intim kapcsolatok                          | Intimate Relations                               | Marjorie                       | Hámori Ildikó      |
| 1997 |                                            | Bathtime (rövidfilm)                             | Miss Gideon                    |                    |
| 1998 | Műszak után, Las Vegas!                    | Girls' Night                                     | Jackie                         |                    |
| 1998 |                                            | Titanic Town                                     | Bernie McPhelimy               |                    |
| 2000 | Billy Elliot                               | Billy Elliot                                     | Mrs. Wilkinson                 | Náray Erika        |
| 2000 | Billy Elliot                               | Billy Elliot                                     | Mrs. Wilkinson                 | Andresz Kati       |
| 2001 |                                            | All Forgotten                                    | Zaszjekin hercegnő             |                    |
| 2001 | Harry Potter és a bölcsek köve             | Harry Potter and the Sorcerer's Stone            | Molly Weasley                  | Andresz Kati       |
| 2002 | Harry Potter és a Titkok Kamrája           | Harry Potter and the Chamber of Secrets          | Molly Weasley                  | Andresz Kati       |
| 2002 | Temetetlen emlékek                         | Before You Go                                    | Teresa                         |                    |
| 2003 | Felül semmi                                | Calendar Girls                                   | Annie                          | Igó Éva            |
| 2004 | Harry Potter és az azkabani fogoly         | Harry Potter and the Prisoner of Azkaban         | Molly Weasley                  | Andresz Kati       |
| 2004 | Mickybo meg én                             | Mickybo and I                                    | Mickybo anyja                  |                    |
| 2005 | Gyerekkorom Afrikában                      | Wah-Wah                                          | Gwen Traherne                  | Menszátor Magdolna |
| 2006 | Sofőrlecke                                 | Driving Lessons                                  | Evie                           | Szabó Éva          |
| 2007 | Jane Austen magánélete                     | Becoming Jane                                    | Mrs. Austen                    | Menszátor Magdolna |
| 2007 | Harry Potter és a Főnix Rendje             | Harry Potter and the Order of the Phoenix        | Molly Weasley                  | Andresz Kati       |
| 2008 | Mamma Mia!                                 | Mamma Mia!                                       | Rosie                          | Andresz Kati       |
| 2009 | Harry Potter és a Félvér Herceg            | Harry Potter and the Half-Blood Prince           | Molly Weasley                  | Andresz Kati       |
| 2010 | Harry Potter és a Halál ereklyéi 1.        | Harry Potter and the Deathley Hallows: Part 1    | Molly Weasley                  | Andresz Kati       |
| 2011 | Harry Potter és a Halál ereklyéi 2.        | Harry Potter and the Deathly Hallows: Part 2     | Molly Weasley                  | Andresz Kati       |
| 2011 | Gnómeó és Júlia                            | Gnomeo & Juliet                                  | Miss Montague (hangja)         | Szabó Éva          |
| 2012 | Merida, a bátor                            | Brave                                            | a banya (hangja)               | Halász Aranka      |
| 2012 | Mordu legendája (rövidfilm)                | The Legend of Mor'du                             | a banya (hangja)               |                    |
| 2012 |                                            | National Theatre Live: The Last of the Haussmans | Judy Haussman                  |                    |
| 2013 | A hang ereje                               | One Chance                                       | Yvonne                         | Málnai Zsuzsa      |
| 2013 | Justin, a hős lovag                        | Justin and the Knights of Valour                 | Lili nagyi (hangja)            | Szabó Éva          |
| 2013 |                                            | The Harry Hill Movie                             | Nan                            |                    |
| 2014 |                                            | Effie Gray                                       | Mrs. Ruskin                    |                    |
| 2014 | Paddington                                 | Paddington                                       | Mrs. Bird                      | Andresz Kati       |
| 2015 | Brooklyn                                   | Brooklyn                                         | Mrs. Kehoe                     | Andresz Kati       |
| 2017 | A sztárok nem Liverpoolban halnak meg      | Film Stars Don't Die in Liverpool                | Bella                          | Andresz Kati       |
| 2017 | Paddington 2.                              | Paddington 2                                     | Mrs. Bird                      | Andresz Kati       |
| 2018 | Sherlock Gnomes                            | Gnomeo & Juliet 2                                | Miss Montague (hangja)         | Szabó Éva          |
| 2018 | Mamma Mia! Sose hagyjuk abba               | Mamma Mia! Here We Go Again                      | Rosie                          | Andresz Kati       |
| 2018 | Vadrózsa                                   | Wild Rose                                        | Marion                         | Igó Éva            |
| 2018 | Mary Poppins visszatér                     | Mary Poppins Returns                             | Ellen                          | Zsurzs Kati        |
| 2019 | A királynő kutyája                         | The Queen's Corgi                                | Királynő (hangja)              |                    |
| 2019 | Alagi úrfi, a királynő vendége (rövidfilm) | Master Moley                                     | Mrs. Moley / Királynő (hangja) |                    |
| 2020 | A titkos kert                              | The Secret Garden                                | Mrs. Medlock                   | Kiss Mari          |
| 2024 | Paddington Peruban                         | Paddington in Peru                               | Mrs. Bird                      | Zsurzs Kati        |

### Televízió
| Év        | Magyar cím                                         | Eredeti cím                                    | Szerep                     | Megjegyzések           |
| --------- | -------------------------------------------------- | ---------------------------------------------- | -------------------------- | ---------------------- |
| 1975      |                                                    | Second City Firsts                             | Terry                      | 1 epizód               |
| 1977      |                                                    | The Liver Birds                                | lány a műtőben             | 1 epizód               |
| 1978      |                                                    | Me—I'm Afraid of Virginia Woolf                | nő a váróban               | tévéfilm               |
| 1978–1982 |                                                    | Play for Today                                 | Debbie /V alerie           | 2 epizód               |
| 1979      |                                                    | Empire Road                                    | Jean Watson                | 2 epizód               |
| 1979–1981 |                                                    | Screenplay                                     | Julie / Frances            | 3 epizód               |
| 1980      |                                                    | Nearly a Happy Ending                          | Julie                      | tévéfilm               |
| 1981      |                                                    | BBC2 Playhouse                                 | Mrs. Morgan                | 1 epizód               |
| 1982      |                                                    | Boys from the Blackstuff                       | Angie Todd                 | 2 epizód               |
| 1982      |                                                    | Objects of Affection                           | June Potter                | 1 epizód               |
| 1984      |                                                    | Love and Marriage                              | Bonnie                     | 1 epizód               |
| 1985      | A 13 és ¾ éves Adrian Mole titkos naplója          | Secret Diary of 13 and ¾ Years Old Adrian Mole | Pauline Mole               | 5 epizód               |
| 1985–1986 |                                                    | Victoria Wood: As Seen on TV                   | több szereplő              | 13 epizód              |
| 1985–1993 |                                                    | Screen Two                                     | Mavis / Monica             | 2 epizód               |
| 1986–1987 |                                                    | Acorn Antiques                                 | Mrs. Overall               | 6 epizód               |
| 1987      |                                                    | Theatre Night                                  | Lulu                       | 1 epizód               |
| 1988      |                                                    | Talking Heads                                  | Lesley                     | 1 epizód               |
| 1989      |                                                    | Victoria Wood                                  | Nicola / Pam / Joy-Ann     | 3 epizód               |
| 1991      |                                                    | Julie Walters and Friends                      | önmaga / több szerep       |                        |
| 1991      |                                                    | G.B.H.                                         | Mrs. Murray                | minisorozat (7 epizód) |
| 1992      |                                                    | Victoria Wood's All Day Breakfast              | több szerep                |                        |
| 1993      |                                                    | Screen One: Wide-Eyed and Legless              | Diana Longden              | 1 epizód               |
| 1994      |                                                    | Bambino Mio                                    | Alice                      | tévéfilm               |
| 1994      |                                                    | Pat and Margaret                               | Pat Bedford                | tévéfilm               |
| 1994      |                                                    | Requiem Apache                                 | Mrs. Capstan               | tévéfilm               |
| 1995      |                                                    | Jake's Progress                                | Julie Diadoni              | 6 epizód               |
| 1996      |                                                    | Little Red Riding Hood                         | Piroska / Nagymama         | tévéfilm               |
| 1996      |                                                    | Brazen Hussies                                 | Maureen Hardcastle         | tévéfilm               |
| 1997      |                                                    | Melissa                                        | Paula Hepburn              | minisorozat (5 epizód) |
| 1998      |                                                    | Jack and the Beanstalk                         | tündérkeresztanya          | tévéfilm               |
| 1998      |                                                    | Talking Heads 2                                | Marjory                    | 1 epizód               |
| 1998–2000 |                                                    | dinnerladies                                   | Petula                     | 9 epizód               |
| 1999      |                                                    | Oliver Twist                                   | Mrs. Mann                  | minisorozat (4 epizód) |
| 2001      | A múltat kutatva                                   | Strange Relations                              | Sheila Fitzpatrick         | tévéfilm               |
| 2002      |                                                    | Murder                                         | Angela Maurer              | minisorozat            |
| 2003      |                                                    | The Return                                     | Lizzie Hunt                | tévéfilm               |
| 2003      | Canterbury mesék                                   | The Canterbury Tales: The Wife of Bath         | Beth                       | 1 epizód               |
| 2005      | Az utolsó vizsga                                   | Ahead of the Class                             | Marie Stubbs               | tévéfilm               |
| 2006      | Sally Lockhart rejtélyes történetei: Rubin és füst | The Ruby in the Smoke                          | Mrs. Holland               | tévéfilm               |
| 2008      | Becstelenség: Mary Whitehouse története            | Filth: The Mary Whitehouse Story               | Mary Whitehouse            | tévéfilm               |
| 2009      |                                                    | A Short Stay in Switzerland                    | Dr. Anne Turner            | tévéfilm               |
| 2009      |                                                    | Mid Life Christmas                             | Bo Beaumont / Mrs. Overall | tévéfilm               |
| 2010      |                                                    | Mo                                             | Mo Mowlam                  | tévéfilm               |
| 2011      |                                                    | The Jury                                       | Emma Watts                 | minisorozat (5 epizód) |
| 2012      | Hollow Crown – Koronák harca                       | The Hollow Crown                               | Mistress Quickly           | minisorozat (3 epizód) |
| 2015–2016 |                                                    | Indian Summers                                 | Cynthia Coffin             | 20 epizód              |
| 2016      |                                                    | National Treasure                              | Marie Finchley             | minisorozat (4 epizód) |
| 2017      | Partmenti vonatozás Julie Waltersszel              | Coastal Railways with Julie Walters            | önmaga / műsorvezető       | dokumentumsorozat      |
| 2019–     |                                                    | Heathrow: Britain's Busiest Airport            | narrátor                   | dokumentumsorozat      |
| 2020      |                                                    | For the Love of Britain                        | narrátor                   | dokumentumsorozat      |
| 2021      |                                                    | Terry Pratchett's The Abominable Snow Baby     | Granny (hangja)            | rövidfilm              |

## Díjak és jelölések
- 2001 - BAFTA-díj - a legjobb női mellékszereplő (Billy Elliot)
- 2001 - Oscar-jelölés - a legjobb női epizódszereplő (Billy Elliot)
- 2001 - Golden Globe-jelölés - a legjobb női epizódszereplő (Billy Elliot)
- 2000 - Európai Film-jelölés - a legjobb színésznő (Billy Elliot)
- 1984 - Oscar-jelölés - a legjobb színésznő (Rita többet akar - szebb dalt énekelni)
- 1984 - Golden Globe-díj - a legjobb vígjáték- vagy musicalszínésznő (Rita többet akar - szebb dalt énekelni)